# The Elusive Chanteuse Show
The Elusive Chanteuse Show è un tour della cantautrice Mariah Carey, a supporto del suo quattordicesimo album in studio Me. I Am Mariah... The Elusive Chanteuse (2014).
È iniziato a Tokyo il 4 ottobre 2014 e si è concluso a Brisbane il 16 novembre 2014.

## Scaletta
1. Fantasy (Bad Boy Remix)
2. Touch My Body
3. Emotions
4. Cry
5. Fly like a Bird
6. My All
7. Heartbreaker
8. Car Ride Medley: #Beautiful / Breakdown / I Know What You Want / It's like That / Crybaby / The Roof (Back in Time) / Obsessed / Don't Forget About Us
9. Honey (So So Def Remix)
10. Thirsty
11. Meteorite
12. Hero
13. Supernatural
14. We Belong Together
15. Always Be My Baby

## Date
| Date             | Città        | Paese         | Luogo                                |
| Asia             | Asia         | Asia          | Asia                                 |
| ---------------- | ------------ | ------------- | ------------------------------------ |
| 4 ottobre 2014   | Chiba        | Giappone      | Mahakuari Messe Arena                |
| 6 ottobre 2014   | Yokohama     | Giappone      | Yokohama Arena                       |
| 8 ottobre 2014   | Seul         | Corea del Sud | Olympic Park                         |
| 10 ottobre 2014  | Pechino      | Cina          | Workers Stadium                      |
| 12 ottobre 2014  | Chengdu      | Cina          | Chengdu Sports Centre                |
| 15 ottobre 2014  | Chongqing    | Cina          | Chongqing Olympic Sports Center      |
| 17 ottobre 2014  | Tianjin      | Cina          | Tianjin Olympic Center Stadium       |
| 19 ottobre 2014  | Shangai      | Cina          | Hongkou Football Stadium             |
| 22 ottobre 2014  | Kuala Lumpur | Malaysia      | Stadium Merdeka                      |
| 24 ottobre 2014  | Kallang      | Singapore     | Singapore National Stadium           |
| 26 ottobre 2014  | Taipei       | Taiwan        | Taipei Nangang Exhibition Center     |
| 28 ottobre 2014  | Manila       | Filippine     | Mall of Asia Arena                   |
| 30 ottobre 2014  | Bangkok      | Thailandia    | Impact Arena                         |
| Oceania          |              |               |                                      |
| 2 novembre 2014  | Perth        | Australia     | Sandalford Estate Swan Valley Winery |
| 5 novembre 2014  | Adelaide     | Australia     | Adelaide Entertainment Centre        |
| 7 novembre 2014  | Melbourne    | Australia     | Rod Laver Arena                      |
| 8 novembre 2014  | Yarra Valley | Australia     | Rochford Wines                       |
| 10 novembre 2014 | Sydney       | Australia     | Sydney Entertainment Centre          |
| 13 novembre 2014 | Auckland     | Nuova Zelanda | Vector Arena                         |
| 16 novembre 2014 | Brisbane     | Australia     | Sirromet Wines                       |